# Waterloo
Waterloo (valonă Waterlô) (pronunție în franceză [watɛʁˈlo]) este o comună francofonă din regiunea Valonia din Belgia. Suprafața totală a comunei este de 21,03 km². La 1 ianuarie 2008 comuna avea o populație totală de 29.448 locuitori. 
Localitatea este celebră datorită Bătăliei de la Waterloo ce a avut loc aici la 18 iunie 1815 și a opus armatelor lui Napoleon Bonaparte o coaliție anglo-prusacă, bătălie soldată cu înfrângerea definitivă a lui Napoleon.
Etimologia numelui este legată de termenele germanice referitoare la pantă (din neerlandezul lots sau los) și apă (watar). 
Datorită coloniștilor belgieni din SUA, mai există două localități cu numele Waterloo: una în Wisconsin, alta în Michigan.
Satul Waterloo s-a separat de Braine-l'Alleud la 18 decembrie 1795, devenind comună separată. La 1 ianuarie 1977 s-a făcut o reîmpărțire teritorială între cele două comune. Din punct de vedere cultural-lingvistic, Braine-l'Alleud a fost întotdeauna de cultură romană, pe când Waterloo de cultură germanică. Din cauza faptului că o vreme îndelungată Waterloo a fost lipit de Braine-l'Alleud, prima s-a francizat. De aceea în ziua de astăzi face parte din Valonia, chiar dacă se află exact la hotarul cu Flandra.
În secolul al XII-lea, schitul de la Forest deținea moșii la Waterloo, lucru confirmat în 1245 de către papa Inocențiu al IV-lea. În 1410, ducele Brabantului Antoniu de Burgundia dădea voie ca pe pășunea satului să pască animalele lui: 30 de vaci, 12 cai, 2 iepe și 25 de porci. Apoi pășunea a fost vândută cu bani grei. Ferma a fost lovită în parte în timpul bătăliei de la 18 iunie 1815, apoi nimicită în 1818.
Călugării ospitalieri au avut și ei moșii la Waterloo pe Muntele Saint-Jean. Aceștia au zidit clădiri importante, care au servit la îngrijirea răniților din timpul bătăliei. Ducele de Wellington și-a stabilit cartierul general în mijlocul satului, dar bătălia s-a dat pe Muntele Saint-Jean.
Satul a fost agricol. După niște date din 1819 se pare că pământurile cunoșteau cultura alternativă repartizată pe patru ani. În aceeași vreme existau la Waterloo o moară de vânt, două berării și o distilerie. În 1838 s-a pus pe picioare fabrica de zahăr și una de produse chimice. În 1896 se aflau încă cinci săpunării, o țesătorie, trei ateliere de căciulărie, un atelier de tipărire pe pânză, cinci întreprinderi de zidărie.
În 1970, din 17.764 de locuitori ai comunei, 4.217 erau muncitori în industrie.
La Waterloo se află Butte du Lion, cu un monument în vârf, ridicat în cinstea bătăliei din 1815.

## Localități înfrățite
- Franța: Rambouillet;
- Luxemburg: Differdange;
- Japonia: Nagakute;
- Canada: Waterloo, Québec.